# Amnicon
Amnicon – miasto w Stanach Zjednoczonych, w stanie Wisconsin, w hrabstwie Douglas.